# Scanzano Jonico
Scanzano Jonico é uma comuna italiana da região da Basilicata, província de Matera, com cerca de 6.608 habitantes. Estende-se por uma área de 71 km², tendo uma densidade populacional de 93 hab/km². Faz fronteira com Montalbano Jonico, Pisticci, Policoro, Tursi.

## Demografia
| Variação demográfica do município entre 1861 e 2011                               |
|                                                                                   |
| Fonte: Istituto Nazionale di Statistica (ISTAT) - Elaboração gráfica da Wikipedia |